# سفارة رومانيا في النمسا
سفارة رومانيا في النمسا هي أرفع تمثيل دبلوماسي لدولة رومانيا لدى النمسا. تقع السفارة في فيينا وهي تهدف لتعزيز المصالح الرومانية في النمسا.

## وصلات خارجية
- قائمة سفارات رومانيا
- قائمة السفارات في النمسا